# Ляхович Микола Петрович
Мико́ла Петро́вич Ляхович (нар. 15 березня 1976, м. Дубровиця, Рівненська область) — український громадський діяч, правозахисник, політв'язень, доброволець російсько-української війни, засновник державної політики ціннісного національно-патріотичного виховання в Україні.

## Життєпис

### Юність
У рідній Дубровиці вперше і проявився бунтарських дух Миколи. У 1989 році його, як одного з найкращих учнів, рекомендували прийняти в комсомол на рік раніше. Вже коли Микола вивчив статут, йому випало зустрітись із своїм родичем з Івано-Франківської області — дідом Степаном, який був підпільником ОУН і 10 років відсидів у таборах. В школу Микола повернувся із жовто-блакитним значком на грудях і відмовився поступати в антиукраїнську комуністичну організацію. Коли з його грудей зривали значок, а потім «пропісочували» на шкільній лінійці, найбільше хлопець переживав, як би це не зашкодило його батькові-комуністові…
Директор школи Михайло Нестерович Гриневич, пригадує це так: 
|  | Колись всіх заставляли вступати до комсомолу. Не оминуло це і Миколи Ляховича, який прийшов у цей день із значком жовто-блакитного кольору, і навідріз відмовився ставати комсомольцем. На той час, вчителі були комуністами і, звичайно що, засудили такий вчинок. Проте, він настояв на своєму. |

У 1995 році після навчання у Бурштинському енергетичному технікумі, Микола влаштувався в Дубровицькому РЕМ електромонтером. Коли на підприємстві сім місяців не платили зарплату, організував страйк. Робітникам одразу виплатили заборгованість за три місяці. Акцію Микола організував під егідою Української національної асамблеї (УНА), членом якої уже був.
У 1998-1999 роках Микола Ляхович намагався закріпитись у Луцьку, де очолював Волинську обласну організацію УНА-УНСО. Однак, як стверджує сам Ляхович, «тут спецслужбами була проведена велика робота», і Луцьк він залишив.

### Політичні акції
- травень 1997 — організовує страйк в РЕМах декількох районів Рівненської обл., взнак протесту невиплаті заробітної платні. Олігархи які прихватизовували в той час «обленерго» по всій Україні, змушені піти на поступки страйкуючим. Але Микола зазнає переслідувань з боку корумпованої місцевої влади.
- 23 січня 2001 — мітинг проти правлячого президента Леоніда Кучми у Рівному. Ляхович як організатор отримує струс мозку і перелом ребер (після цієї акції молодшого брата Миколи Григорія виключили з Березнівської Лісної школи через те, що Григорій відмовився написати, що Микола ніби то силоміць змушував його брати участь у мітингах).
- 9 березня 2001 — один з організаторів акції «Україна без Кучми» у Києві. Того ж дня затриманий міліцією біля станції метро «Республіканський стадіон» через кілька годин після закінчення акції. Отримує численні травми на допитах[4]. Переніс операцію після тортур в слідчому ізоляторі[5].

Активіст протестних акцій 2001 року, а пізніше священник УПЦ КП Володимир Тимків, так пригадує 9 березня 2001 року, день масових арештів в Києві:
|  | 9 березня на акції «Україна без Кучми» нас усіх арештували і саме в кімнатах одного із відділів міліції в Києві я побачив Миколу та його брата Григорія. Микола сидів весь в крові, і коли його запитували «що ти там робив», він відповідав, що «боровся проти вас і буду боротися». Мене дуже вразило те, що будучи побитим він мав незламний дух. |

Зі спогадів журналістки, активної учасниці акції "Україна без Кучми" Тетяни Чорновол:
|  | Микола був людиною, якій дали найбільший строк у справі «9 березня», коли карали людей, які виступили за свободу, демократію і за незалежність України. До речі, коли його арештували, то жорстоко катували в міліції. Його тоді пристебнули кайданками до решітки і били залізними прутами. Фактично вже при смерті Миколу Ляховича привезли в лікарню, де зробили операцію і чудом врятували йому життя. Коли ув’язнили активістів «України без Кучми», їм пропонували свободу в обмін на те, аби вони підтримали президента та адміністрацію Медведчука. Микола Ляхович був з тих, хто відмовилися, за що й отримав найбільший строк. |

### Ув'язнення
За участь в акціях «Україна без Кучми» відповідно до вироку Голосіївського районного Суду м. Києва за ч. 1 ст. 71 КК України 1960 р. отримав покарання у вигляді 5 років позбавлення волі.
Пізніше Апеляційний суд зменшив терміни для тих, хто ще не відбув покарання, на 1-12 місяців. У відкритому судовому засіданні Апеляційного суду, Микола Ляхович заявив що ні в чому не кається і стоїть на тих же позиціях, тому вважатиме за блюзнірство, якщо його повністю не виправдають, але вкоротять термін ув'язнення. Натомість запропонував повністю звільнити деяких політв'язнів, які вже на той час мали медично підтвердженні факти тяжких захворювань і навіть інвалідності. Не зважаючи на таку заяву, Миколі все одно термін ув'язнення з п'яти років зменшили до чотирьох.
Зі спогадів багатолітнього дисидента радянських концтаборів Левка Лук’яненка: 
|  | Я познайомився із Миколою Ляховичем під час акції «Україна без Кучми». В той час, коли Україна дізналась про причетність Кучми до вбивства Гонгадзе, Республіканська партія разом з іншими організаціями утворили Комітет захисту Конституції. Коли 9 березня 2000 року влада вирішила арештувати активних учасників цієї протестної акції, частину з них я заховав у штабі Української республіканської партії, а частину все ж арештували. Серед цих арештованих був і Микола Ляхович. Познайомились ми саме під час суду. Це людина, яка від самого початку активно сприймала нашу українську дійсність. Він бачив несправедливості і старався боротися за те, щоб у нас менше було зла і кривди, а більше справедливості. Мені подобаються сміливі люди, які люблять Україну і хочуть зробити щось для неї і нашого народу. Він якраз один із таких людей. |

Перебуваючи під слідством, внаслідок цілеспрямованого позбавлення доступу до повноцінного медичного обстеження, Микола отримав на деякий час інвалідність другої групи. Це виявилось лише коли він був відправлений відбувати покарання в Маневицьке ВК-42. Але перш, у ВК-42, Миколу Ляховича намагались зламати, запроторивши відразу з етапу в карцер, за відмову здати в камеру схову національні символи і вишиванку. Протримавши 18 годин, підвішеного на «дибу», і не зломавши, адміністрація ВК-42 запропонувала Миколі свою допомогу, аби він скоріше вийшов на свободу, і навіть пригрозила, що «викине» по амністії на волю навіть без його згоди. Та це була амністія яку написав народний депутат Андрій Шкіль, в якій на вимогу самого Миколи, був вперше включений пункт, що дозволяв засудженому відмовитись від неї. Корумпована адміністрація боялась, що Микола який за цей час став для багатьох в'язнів легендою, може здійняти бунти у їхній виправній колонії. Адже знали як він організовував голодування, разом зі своїми побратимами, в слідчих ізоляторах, покликані на захист прав всіх ув'язнених.
Та втрачене здоров'я під час мордувань в СІЗО давалось взнаки. Потрібно було термінове втручання медиків, яке було недосяжне в умовах кучмівських в'язниць. Тому зрештою, Ляхович змушений погодитись на амністію, від якої спочатку відмовлявся, бо прийняти амністію, на думку Миколи, означало визнати свою вину. Однак через поганий стан здоров'я — він почував себе як поранений на полі бою, який відволікає інших бійців співчуттям до себе.
Але коли Микола погодився на амністію, адміністрація виправної колонії, вчинила все можливе, аби його не звільнити. Аргументувалось це тим, що статті 71 КК України 1960 р, немає в новому КК від 2001 року. Тобто парадокс полягав у тому, що таким чином кучмівський режим визнавав — політв'язні по справі «9 березня 2001р», засудженні по неіснуючій статті в діючому кримінальному кодексі. Завдяки професійним діям адвоката Миколи Янка, і втручанню опозиційних народних депутатів, Правовий Комітет ВР розтлумачив як повинна бути застосована в даному випадку амністія, і 3 жовтня 2003 року Микола Ляхович повертається на волю. За ґратами він провів два роки і сім місяців.
29 вересня 2003 року Парламентською Асамблеєю Ради Європи затверджено текст Резолюції №1346 (2003) "Виконання обов'язків та зобов'язань Україною", в якій всіх засуджених "які брали участь у політичній демонстрації 9 березня 2001 року", визнано "політичними в'язнями в Україні".
Олександр Турчинов про ув'язнення Миколи Ляховича:
|  | Він дуже гідно тримався під час проведення заказного судового процесу. Отримавши максимальний термін ув’язнення, на який тільки міг спромогтися режим Кучми. І незважаючи на все це, його не зламали ні суд, ні ув’язнення, ні знущання – він вистояв. |

Від моменту звільнення, до травня 2004 року, Микола майже постійно перебуває в лікувальних закладах. При цьому, не зважаючи на заборону лікарів, він постійно відвідує своїх ув'язнених побратимів, і віддає кошти виділені йому на лікування, для закупівлі передач тим, хто перебував ще за ґратами. У травні 2004 року, Миколі офіційно визначають інвалідність другою групи, яка позбавляє людину на деякий період працездатності. Щоб не втрачати час надаремно, Микола Ляхович влітку 2004 року вступає в НПУ ім. Драгоманова, на психологію, і у 2009 році закінчує навчання, отримавши диплом з відзнакою.
Не зважаючи на інвалідність, вже влітку 2004 року, Микола Ляхович активно включається в громадську діяльність. Після перших арештів студентів в м. Суми, Микола активно включається в їх захист. З початком т.з. «походу сумських студентів» на Київ, Микола проходить зі студентами весь шлях пішки, і навіть в Ромнах заарештовується разом з ними.
З часом похід сумських студентів Микола Ляхович назвав головною психологічною детермінантою української нації, яка вивільнила прагнення свободи, що вилилось Помаранчевим Майданом. Аргументуючи це тим, що вперше за роки кучмізму певна соціальна верства українського суспільства спромоглася добитись від Кучми відмови від зазіхання на їхні права, просто вийшовши на вулицю і заявивши відкрито свій протест.

### Громадська діяльність
З 2003 по 2013 рік консультант на громадських засадах народного депутата, теж політв'язня по справі "подій 9 березня 2001 року", Андрія Шкіля, який пізніше згадував:
|  | Пізніше, коли Миколу було звільнено за амністією, то я одразу запропонував йому стати моїм помічником. На той час я був народним депутатом України. Він впорався на 100% зі своєю дуже складною місією. Я мав понад 2 тисячі звернень щомісяця і Микола активно допомагав з’ясовувати обставини звернень і організовував правову підтримку людей які потерпали від кучмівського режиму. Ми разом працювали над розробленням законопроєктів. І він проявив себе кваліфікованим фахівцем. Упродовж, понад 10-річної нашої співпраці у Верховній Раді, Микола Ляхович відбувся як законотворець і правозахисник. |

З початком передвиборної кампанії 2004 року, восени, Микола Ляхович активно включається в організацію прозорих виборів в м. Києві та інших регіонах. Крім того Микола, разом з братом Григорієм Ляховичем, беруть участь в організації захисту масових акцій кандидата в Президенти Ющенко В. А., і запобігають різним провокаціям з боку тодішнього корумпованого режиму.
Особливу увагу Микола Ляхович приділяє боротьбі з провокаціями УНА, яке за часи його ув'язнення перейшло під повний контроль президентської адміністрації Кучми, посередництвом Едуарда Коваленка. Довідавшись, що Коваленку допомагають деякі колишні побратими Ляховича, і навіть посправники-політв'язні, Микола наполягає на виключенні їх з лав організації.
З початком Помаранчевого Майдану, Микола активно займається організацією охорони наметового містечка, а також консультує активістів щодо його облаштування. На третій тур виборів, Микола разом з киянами, організовує тисячі людей членами ДВК в Східні регіони України, аби запобігти фальсифікаціям. Сам їде координатором у сумнозвісний Алчевський округ, де вводить в члени місцевих ДВК сотні київських активістів. Завдяки чому, сфальсифікована в першому і другому турі явка виборців на цьому округу, падає на 7-15 % по різних ДВК. За таку активність Миколі Ляховичу присвоюють нагороди «Помаранчевої Революції», які він так і не прийняв.
У 2005 році, рівненський губернатор Василь Червоній робить звернення до Президента Віктора Ющенко, про відзначення Миколи Ляховича державними нагородами. Таке ж звернення до Президента надсилає Дубровицька міська рада. У 2007 році, коли вже готувались остаточні документи для вручення Миколі Ляховичу ордена «За мужність», він відмовляється від нагороди, мотивуючи це тим, що не хоче бути в когорті тих, хто вже отримав такі нагороди бо бачив власними очима їхню «мужність», і незадоволенням тодішньої політики Президента Ющенко який підписав «Універсал національної єдності» з відверто антиукраїнськими силами.
У 2010 році Микола став співініціатором будівництва меморіалу «Борцям за волю України» у с. Зміївка на Херсонщині. Микола Ляхович, продовжує активно займатись громадською діяльністю, консультуючи патріотичні молодіжні середовища, і сприяючи всебічному захисту прав і свобод українського народу.
Засновник громадської ініціативи «Поліська Січ», яка проводить збір спогадів учасників національно-визвольних змагань на Поліссі, та оприлюднення їх на однойменному сайті і каналі YouTube. В рамках цієї просвітницької діяльності проводив акції популяризації історичної літератури серед школярів, презентуючи і даруючи книги шкільним бібліотекам на Поліссі.
З перших днів активний учасник подій на Євромайдані. Співорганізатор десятків походів до Межигір'я, в рамках акції «Проща до Дзвінкової криниці», метою якої було нагадати Януковичу, що він несе особисту відповідальність за всі злочини проти активістів Євромайдану, і відтягнути частину спецпідрозділів з центру Києва, до резиденції диктатора.
Один з координаторів «Просвітницької сотні Майдану», яка формувала і поширювала ідеї Євромайдану, серед яких підняття національної свідомості українських громадян, і проведення трансформації суспільства від тоталітарної системи до відкритого громадянського суспільства, шляхом узаконення люстраційних і антикорупційних органів. Микола Ляхович від «Просвітницької сотні Майдану» брав участь в обговоренні люстраційних законопроєктів, а також був автором доповнень і поправок до них.
Консультував Урядового уповноваженого з питань антикорупційної політики Тетяну Чорновол:
|  | Коли я почала працювати уповноваженим по антикорупційній політиці в уряді, Микола як волонтер допомагав мені. Я почала працювати з Миколою, бо чітко знала, що з ним за моєю спиною не домовляться. Але Микола рвався на фронт, бо відчуває свою відповідальність. Він розумів що зараз Україні найперше потрібні солдати. Протягом багатьох років, він стоїть на першому фланзі передової в тому числі і в зоні АТО. Микола був у бою, в якому загинув мій чоловік. |

Доброволець оборони України в зоні АТО. Потрапив під снайперський обстріл в бою 10 серпня 2014 року під Іловайськом, де загинули його побратими Андрій Дрьомін («Світляк») і Микола Березовий (чоловік Тетяни Чорновол). Офіційний статус учасника бойових дій оформляти відмовився. 
В лютому 2015 року заявив про необхідність введення терміну антирусинізм, і обґрунтував це на своїй офіційній сторінці у Facebook.

Навесні 2015 року очолив новостворений відділ національно-патріотичного виховання Міністерства молоді та спорту України (начальник відділу).
У 2016 році, за рішенням Європейського суду з прав людини, Урядом України Миколі Ляховичу виплачено грошову компенсацію за кучмівські репресії які він переніс в ув'язненні у 2001-2003 роках.

### Державна служба
Очолюючи відділ національно-патріотичного виховання Мінмолодьспорту, за короткий термін здійснив низку успішних реформаторських заходів, завдяки яким національно-патріотичне виховання почало стрімко розвиватись на всіх рівнях, і у всіх сферах суспільного життя. На основі концепції ціннісних орієнтацій запропонованої Миколою Ляховичем, вперше за роки незалежності України, написано і прийнято державну Стратегію національно-патріотичного виховання дітей та молоді на 2016-2020 роки, яку введено в дію Указом Президента №580 від 13 жовтня 2015 року. На виконання даної Стратегії, під керівництвом Ляховича, відділ національно-патріотичного виховання Мінмолодьспорту розробляє План заходів національно-патріотичного виховання молоді на 2016 рік, який затверджено Урядовим Розпорядженням №1400 від 25 грудня 2015 року. Під виконання цього плану-заходів, вперше за роки незалежності, виділено 10 млн. грн., цільових коштів з державного бюджету. З метою прозорості використання коштів платників податків, Микола Ляхович запрошує до реалізації цих заходів волонтерів від національно-патріотичних організацій. Таким чином, без розширення штату чиновників, спираючись на волонтерську допомогу громадських активістів, протягом 2016 року успішно здійснено 57 всеукраїнських і міжнародних заходів, в яких взяло участь понад 50 тисяч молоді, а інформаційно охоплено понад півмільйона. На 2017 рік, за тим самим прозорим принципом розроблено новий план заходів, із ще більшою кількістю заходів і більшим охопленням.
Став натхненником започаткування нових всеукраїнських і міжнародних проєктів для громадянського виховання української молоді, на державницьких засадах, за європейськими принципами, серед яких «Покрова Героїв», «Патріотичні екскурсії», міжнародний захід «Нащадки вільних/Descendants of the free», десятків семінарів і тренінгів, фестивалів таких як «Олевська Республіка», заходів з формування оборонної свідомості за стандартами НАТО, тощо. Велику увагу приділено розвитку військово-патріотичної гри «Джура», а також став ініціатором заснування її нових специфікацій таких як «Джура-Прикордонник» для прикордонних районів України і «Джура-Десантник» для відродження клубів «Юний десантник» вже за українськими національними, а не за радянськими, принципами.
Започаткував випуск десятків інформаційно-просвітницьких матеріалів, в тому числі відео, які сприятимуть розвитку національно-патріотичного виховання. Автор ідеї всеукраїнського інформаційно-просвітницького проєкту «Поєднані», про спадковість і послідовність боротьби за Україну від воїнів Армії УНР і УПА - до сучасних захисників України від російської агресії.
Автор концепції формування української громадянської ідентичності на основі традиційних українцям суспільно-державницьких цінностей: самобутності, волі, соборності і гідності українського народу, шляхом створення умов для їх дієвого переживання.
Під керівництвом Миколи Ляховича підготовлено проєкт Типового положення про координаційну раду з питань національно-патріотичного виховання при місцевій державній адміністрації, який затверджено Постановою Уряду №999 від 07.12.2016. Завдяки цьому при місцевих адміністраціях і міськвиконкомах створюються дорадчі органи з широким долученням громадськості, під контролем яких пишуться і втілюються місцеві програми національно-патріотичного виховання. Автор низки інших нормативних документів в різних сферах.
Велику увагу уділяє захисту і розвитку української мови. Змобілізував громадськість і народних депутатів, і не допустив русифікації державної служби в Україні, через невдалий законопроєкт Про державну службу. Один з послідовних противників незаконного видобутку бурштину і нищення екосистеми. Опонент до законопроєктів якими під виглядом «легалізації видобутку бурштину», мали на меті узурпувати лісові і земельні ресурси Полісся.

## Родина
Одружений, має сина і доньку.

## Відзнаки та нагороди
- Відзнака Президента України — ювілейна медаль «25 років незалежності України» (2016).[68]